# Artabanus IV
Artabanus IV was koning van de Parthen van ca. 213 tot 224.
Toen Vologases V in 207 overleed, brak tussen zijn zonen een strijd om de troonopvolging uit. Vologases VI bleek de machtigste en werd de nieuwe koning van de Parthen, zijn jongere broer Artabanus IV werd koning van Medië, een vazalstaat van de Parthen.
In 213 kwam Artabanus in opstand tegen Vologases en riep hij zichzelf in Medië uit tot koning van de Parthen. Twee jaar later veroverde hij de belangrijke stad Susa, zoals blijkt uit een stele waarop de benoeming van een satraap in dat jaar door Artabanus staat afgebeeld.
In 216 vroeg de Romeinse keizer Caracalla om de hand van Artabanus' dochter. Uit het verzoek kan worden opgemaakt dat Artabanus inmiddels machtiger was dan Vologases. Artabanus weigerde echter zijn dochter aan Caracalla te geven, waarop deze met zijn legers Parthië binnentrok. Volgens Herodianes wist Caracalla Artabanus echter van de politieke voordelen van het huwelijk te overtuigen en stemde Artabanus alsnog toe. Toen Caracalla en Artabanus elkaar echter ontmoetten voor het bruiloftsfeest, en Artabanus en zijn mannen vanwege de feestelijke gelegenheid ongewapend waren, liet Caracalla zijn troepen de Parthische delegatie overvallen. Veel Parthen werden gedood. Artabanus wist slechts met moeite te ontsnappen.
Caracalla veroverde delen van Parthië, maar werd in 217 door zijn eigen officieren vermoord. Daarop verscheen Artabanus met zijn leger, vastbesloten wraak te nemen voor de slag die Caracalla hem had toegebracht. In de Slag bij Nisibis die volgde, bracht Artabanus de Romeinse troepen een zware nederlaag toe. Uiteindelijk wist Macrinus Artabanus tot een vredesovereenkomst te bewegen, waarbij de Romeinen alle krijgsgevangenen en alle geplunderde goederen moesten teruggeven die zij uit Parthië hadden meegenomen. Vervolgens verlieten de Romeinen Parthië.
Ondertussen was rond 208 Ardashir I, een vazalkoning van de Parthen in Persis, in opstand gekomen tegen de Parthen. Langzaam maar zeker veroverde hij steeds meer gebied van Parthië, maar door de conflicten met de Romeinen aarzelde Artabanus tegen hem op te treden. Uiteindelijk kwam het in 224 tot een treffen. In de Slag bij Hormizdegan sneuvelde Artabanus. In 226 veroverde Ardashir de Parthische hoofdstad Ctesiphon. Hiermee kwam een einde aan het Parthische rijk onder de koningsdynastie van de Arsaciden. Voortaan zouden de Sassaniden in het gebied de dienst uitmaken.

## Antieke bronnen
- Cassius Dio, lxxix, 1-3, 26-27, lxxx, 3
- Herodianus, iv, 10, 11, 14, 15. v, 1, vi, 2
- Historia Augusta, Macrinus, 8, 12